# Didogobius schlieweni
Didogobius schlieweni är en fiskart som beskrevs av Miller, 1993. Didogobius schlieweni ingår i släktet Didogobius och familjen smörbultsfiskar. IUCN kategoriserar arten globalt som otillräckligt studerad. Inga underarter finns listade i Catalogue of Life.